# Gabinete Freycinet I
O Gabinete Freycinet I foi o ministério formado por Charles de Freycinet em 28 de dezembro de 1879 e dissolvido em 19 de setembro de 1880. Foi o 14º gabinete da Terceira República Francesa, sendo antecedido pelo Gabinete Waddington e sucedido pelo Gabinete Ferry I.

## Contexto
Ainda com a ideia de afastar políticos de maior destaque, como Léon Gambetta, o Presidente da República, Jules Grévy, pediu a Charles de Freycinet que formasse o novo governo. O novo gabinete marcou uma mudança para a esquerda em comparação ao anterior, com a entrada de radicais da "União Republicana".
Em setembro de 1880, Freycinet, após a renúncia de alguns de seus ministros que estavam em discordância com sua política anticlerical, apresentou a renúncia do gabinete ao Presidente da República. Pouco depois, Jules Grévy nomeia Jules Ferry como o novo Presidente do Conselho de Ministros.

## Composição
- Presidente da República: Jules Grévy
- Presidente do Conselho de Ministros: Charles de Freycinet
- Ministro dos Estrangeiros: Charles de Freycinet
- Ministro da Justiça: Jules Cazot
- Ministro do Interior e Cultos:  Charles Lepère (1879-1880); Ernest Constans (1880)
- Ministro da Guerra: Jean-Joseph Farre
- Ministro das Finanças: Joseph Magnin
- Ministro da Marinha e das Colônias: Jean Bernard Jauréguiberry
- Ministro da Instrução Pública e Belas Artes: Jules Ferry
- Ministro das Obras Públicas: Henri Varroy
- Ministro da Agricultura e do Comércio: Pierre Tirard
- Ministro dos Correios e Telégrafos: Adolphe Cochery

## Realizações
- Anistia final aos communards da Comuna de Paris;
- Nova política escolar, com a dissolução da Companhia de Jesus e expulsão dos jesuítas da França.[3]